# Affogato

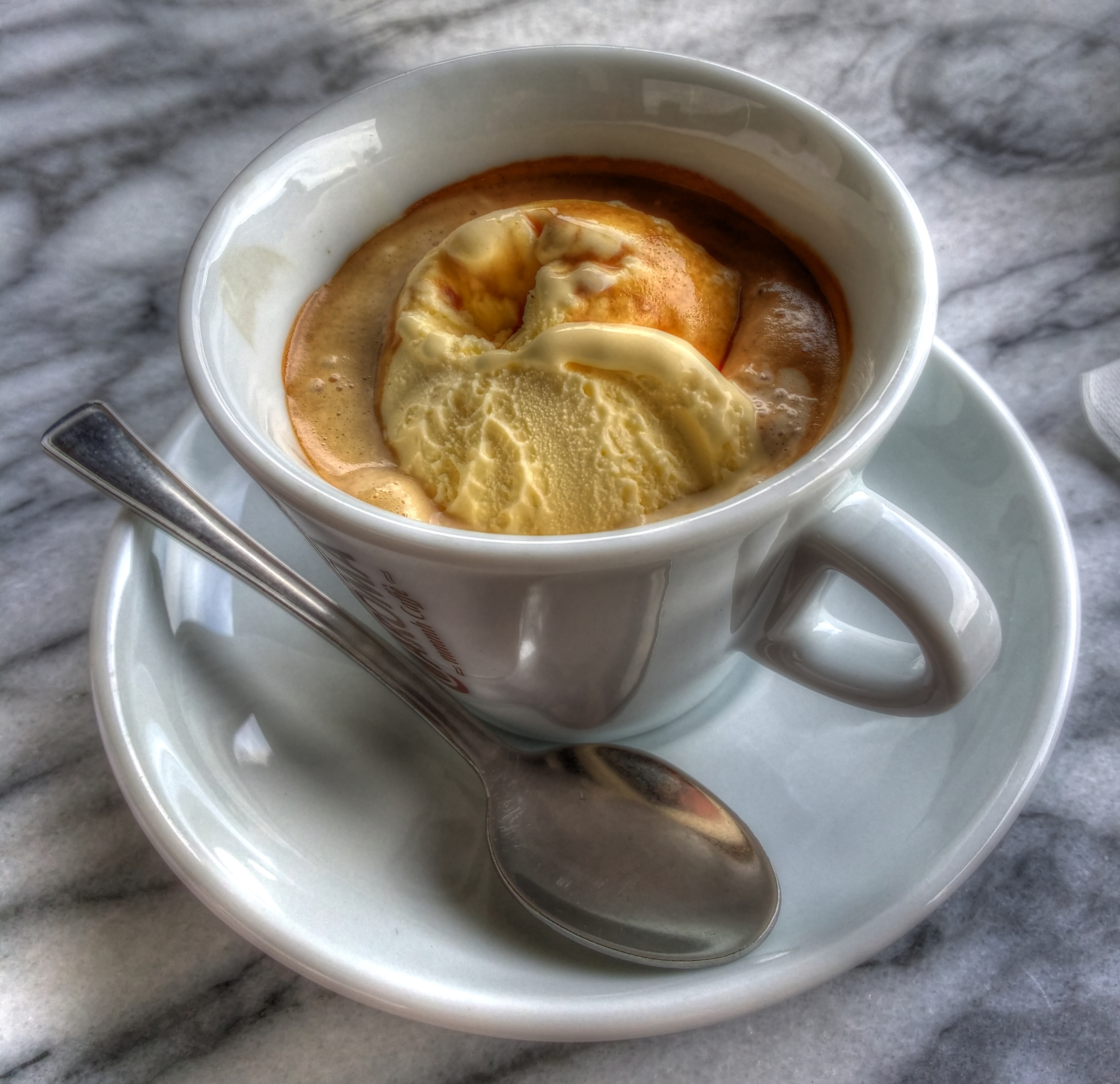

Affogato is een Italiaans ijsdessert, waarbij een bolletje vanille-ijs in een kopje wordt overgoten met hete espresso. Affogare betekent verdrinken in het Italiaans, en het bolletje ijs verdrinkt min of meer in de espresso.
De bittere smaak van de espresso combineert met de romige smaak van het ijs, die met een lepeltje wordt gegeten, en uiteindelijk wordt uitgedronken.